# پریسکا آبه
پریسکا آبه (زاده ۱۳ دسامبر ۱۹۹۹) یک مدل غنائی است. در سال ۲۰۱۸، او در اولین دوره جوایز زنان برجسته غنا (GOWA) جایزه مدل زن سال ۲۰۱۸ را دریافت کرد. در همان سال، او همچنین برنده جایزه بهترین مدل سال در اولین دوره مسابقات صنعت مدلینگ غنا شد این مسابقات توسط اتحادیه مدل‌های غنا (MODUGA) برگزار شد. ابه مدیر پروتکل جوانان غنا در سازمان ملل متحد است. او به عنوان سفیر جوانان سازمان ملل متحد نماینده غنا در دومین کنفرانس و نمایشگاه جهانی برنج پایدار در تایلند در سال ۲۰۱۹ بود.